# Tony Bellew
Anthony Bellew (Liverpool, 30 november 1982) is een Brits professioneel bokser. Hij was WBC-kampioen in het cruisergewicht. Bellew maakte zijn acteerdebuut in 2015 in de Amerikaanse boksfilm Creed als "Pretty" Ricky Conlan. Later verscheen hij in dezelfde rol in de film Creed III uit 2023.
In 2007 begon Bellew zijn professionele bokscarrière. In 2013 nam hij het op tegen Adonis Stevenson voor de WBC-titel in het cruisergewicht. Hij verloor het gevecht door een technische knock-out in de zesde ronde. 
Op 29 mei 2016 won Bellew de WBC-titel in het cruisergewicht door Ilunga Makambu in de derde ronde knock-out te slaan. Na twee overwinningen tegen David Haye in 2017 en 2018, stond Bellew op 10 november 2018 tegenover de onbetwiste cruisergewichtkampioen Oleksandr Usyk. Hij verloor het gevecht op KO in de achtste ronde. Hierna beëindigde hij zijn bokscarrière. 